# Saks Fifth Avenue
Saks Fifth Avenue (oprindeligt Saks & Company) er en amerikansk stormagasinkæde med 42 butikker. Den er baseret i New York City og blev etableret af Andrew Saks i 1867. Den første butik åbnede i Washington D.C. i 1867. Saks åbnede sin første butik på Manhattan i 1902.
 De har også off-price-kæden Saks Off 5th, der har har 100 butikker.